# Anelosimus sumisolena
Anelosimus sumisolena là một loài nhện trong họ Theridiidae.
Loài này thuộc chi Anelosimus. Anelosimus sumisolena được miêu tả năm 2005 bởi Agnarsson.